# کیرا توستین
کیرا توستین (انگلیسی: Kira Toussaint؛ زادهٔ ۲۲ مهٔ ۱۹۹۴) شناگر اهل پادشاهی هلند است.
وی در مسابقات کشوری و بین‌المللی در مجموع برندهٔ ۵ مدال طلا، ۴ مدال نقره، ۱ مدال برنز شده‌است.